# Hârseni
Hârseni é uma comuna romena localizada no distrito de Brașov, na região histórica da Transilvânia. A comuna possui uma área de 151.51 km² e sua população era de 2215 habitantes segundo o censo de 2007.